# Waiorongomai (rivière de Wellington)
La rivière Waiorongomai  (en anglais : Waiorongomai River) est un cours d’eau de la région de Wellington dans l’Île du Nord de la Nouvelle-Zélande.

## Géographie
Elle s’écoule vers l’est à partir de sa source dans le pour atteindre l’extrémité sud du lac Wairarapa.